# تايلور سويفت: جولة العصور
تايلور سويفت: جولة العصور  هو فيلم موسيقي أمريكي إنتاج عام 2023 من إنتاج المغنية وكاتبة الأغاني تايلور سويفت، الفيلم من إخراج سام رينش . يوثق الفيلم، ، جولة إيراس ، وجولة سويفت الموسيقية من 2023 إلى 2024 لدعم أعمالها الفنية . أبرمت سويفت اتفاقية توزيع غير مسبوقة مع مسارح AMC ومسارح Cinemark للفيلم بعد فشل المفاوضات مع استوديوهات السينما الكبرى .

## ملخص
الفيلم هو "عرض سينمائي" لجولة العصور ، الجولة الموسيقية السادسة لتايلور سويفت . يمثل ديسكغرافيا سويفت من الناحية المفاهيمية في 10 أعمال مختلفة، وهو يصور عروض جميع الأغاني في قائمة المجموعة القياسية للجولة ، باستثناء أغاني " أحلام جامحة " (2014)، و" The Archer " (2019)، رامي السهام و" Invisible String " سلسلة غير مرئية، و" Cardigan ". و" هذا الموسم اللعين " (2020)، مع تضمين " أغنيتنا " (2006) و" أنت وحدك يا طفل " (2022) كأغاني مفاجئة .

### الخلفية والتنمية

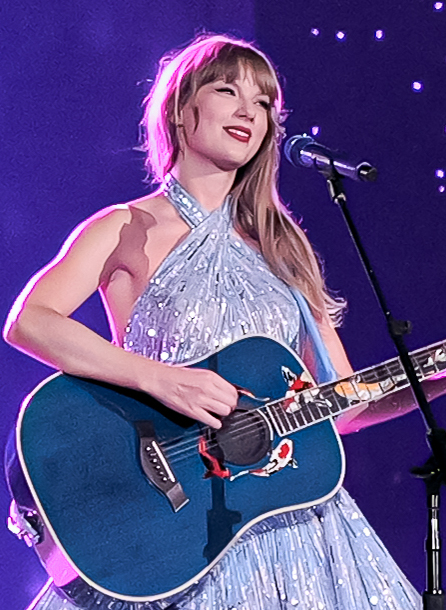
تايلور سويفت خلال جولة Eras في 9 أغسطس 2023، في إنجليوود، كاليفورنيا